# Kalihiwai
Kalihiwai és una concentració de població designada pel cens dels Estats Units a l'estat de Hawaii. Segons el cens del 2000 tenia 717 habitants.

## Demografia
Segons el cens del 2000, Kalihiwai tenia 717 habitants, 280 habitatges, i 182 famílies La densitat de població era de 43,9 habitants per km².
Dels 280 habitatges en un 36,4% hi vivien nens de menys de 18 anys, en un 50,4% hi vivien parelles casades, en un 10,0% dones solteres, i en un 35,0% no eren unitats familiars. En el 25,0% dels habitatges hi vivien persones soles el 3,9% de les quals corresponia a persones de 65 anys o més que vivien soles. El nombre mitjà de persones vivint en cada habitatge era de 2,56 i el nombre mitjà de persones que vivien en cada família era de 3,04.
Per edats la població es repartia de la següent manera: un 26,1% tenia menys de 18 anys, un 6,3% entre 18 i 24, un 27,5% entre 25 i 44, un 33,7% de 45 a 64 i un 6,4% 65 anys o més.
L'edat mediana era de 39,8 anys. Per cada 100 dones hi havia 106,63 homes. Per cada 100 dones de 18 o més anys hi havia 97,03 homes.
La renda mediana per habitatge era de 42.083 $ i la renda mediana per família de 50.536 $. Els homes tenien una renda mediana de 37.143 $ mentre que les dones 30.125 $. La renda per capita de la població era de 37.062 $. Aproximadament el 14,0% de les famílies i el 13,5% de la població estaven per davall del llindar de pobresa.

## Poblacions més properes
El següent diagrama mostra les poblacions més properes.